# Browning modèle 1906
 (mai 2018).
Si vous disposez d'ouvrages ou d'articles de référence ou si vous connaissez des sites web de qualité traitant du thème abordé ici, merci de compléter l'article en donnant les références utiles à sa vérifiabilité et en les liant à la section « Notes et références ».

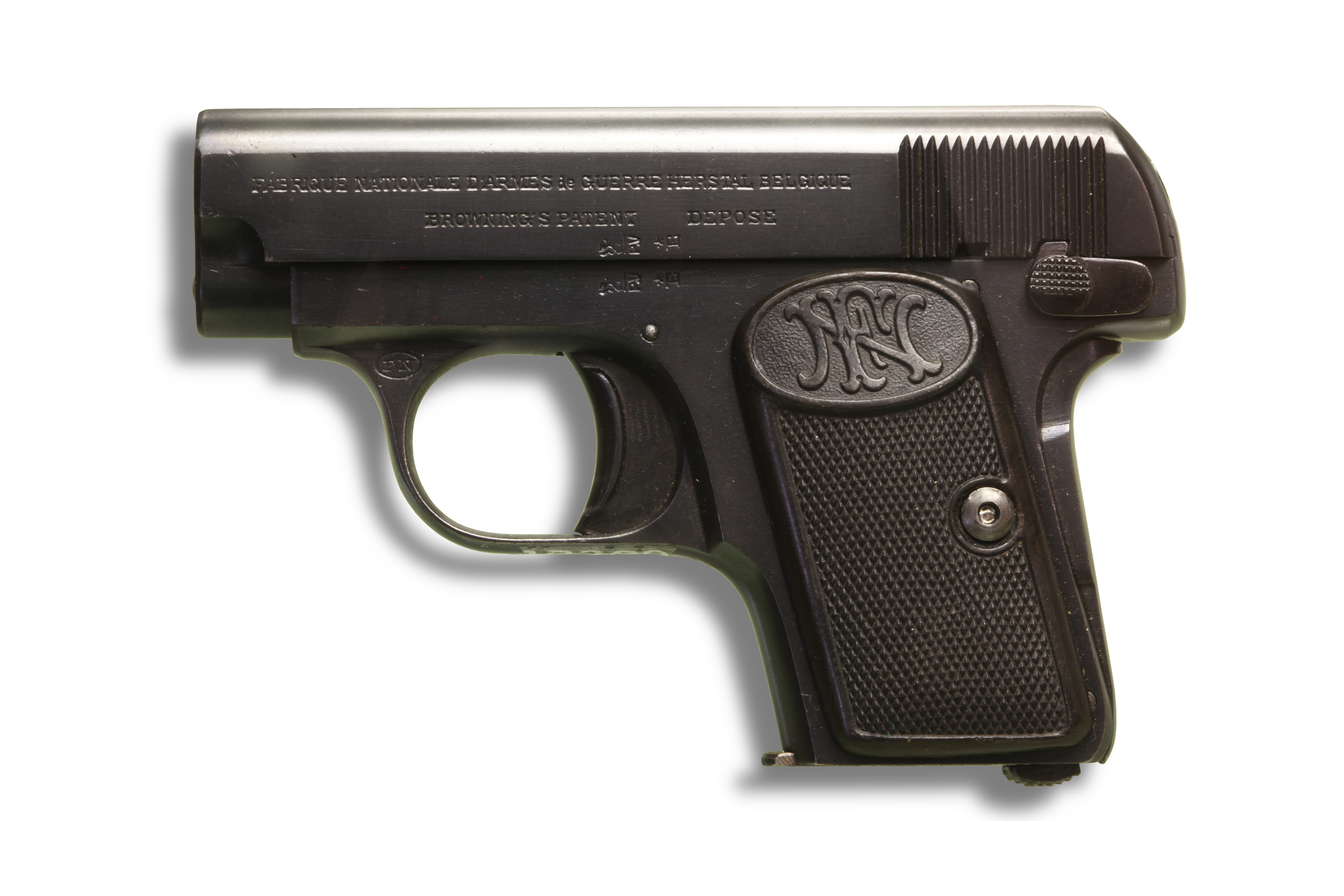
Le Petit Browning, pionnier du calibre 6.35 mm mesure 11.4 cm pour 400 g chargé de 6 cartouches. Le pistolet de poche illustré est celui du général Henri Guisan, commandant en chef de l'Armée suisse durant la 2e Guerre mondiale.

Le Browning modèle 1906 est un pistolet automatique produit en Belgique entre 1906 et 1951 par la Fabrique Nationale d'Armes de Guerre. Il a rendu la  cartouche de 6,35 mm assez populaire au cours de la première moitié du XXe siècle. Son jumeau américain fut le Colt Model 1908 Vest Pocket (en). Les collectionneurs nord-américains le désignent comme FN 1905 en référence de la date de dépôt du brevet par John Moses Browning.

## Présentation
Ce pistolet fonctionne en simple action grâce à un système de culasse non calée et percuteur lancé. 
Sa visée fixe comprend une rainure protégeant un guidon boule. 
Il comprend deux puis trois sûretés :
- levier manuel
- pédale de crosse
- tir impossible sans chargeur

## Diffusion
Cette arme a été copiée dans le monde entier, propageant ainsi la munition qui lui correspondait. De dimension très réduite, le Browning modèle 1906 et ses nombreux avatars sont des pistolets « de gousset » « de poche » ou « de dame » car facilement dissimulables. Jusqu’à la fin des années 1930, il était courant, en France, de porter une arme de défense personnelle. Dans les années 1945-1950, la Préfecture de police de Paris acheta des Browning 1906 pour armer ses commissaires.

## Le Petit Browning dans l'Histoire

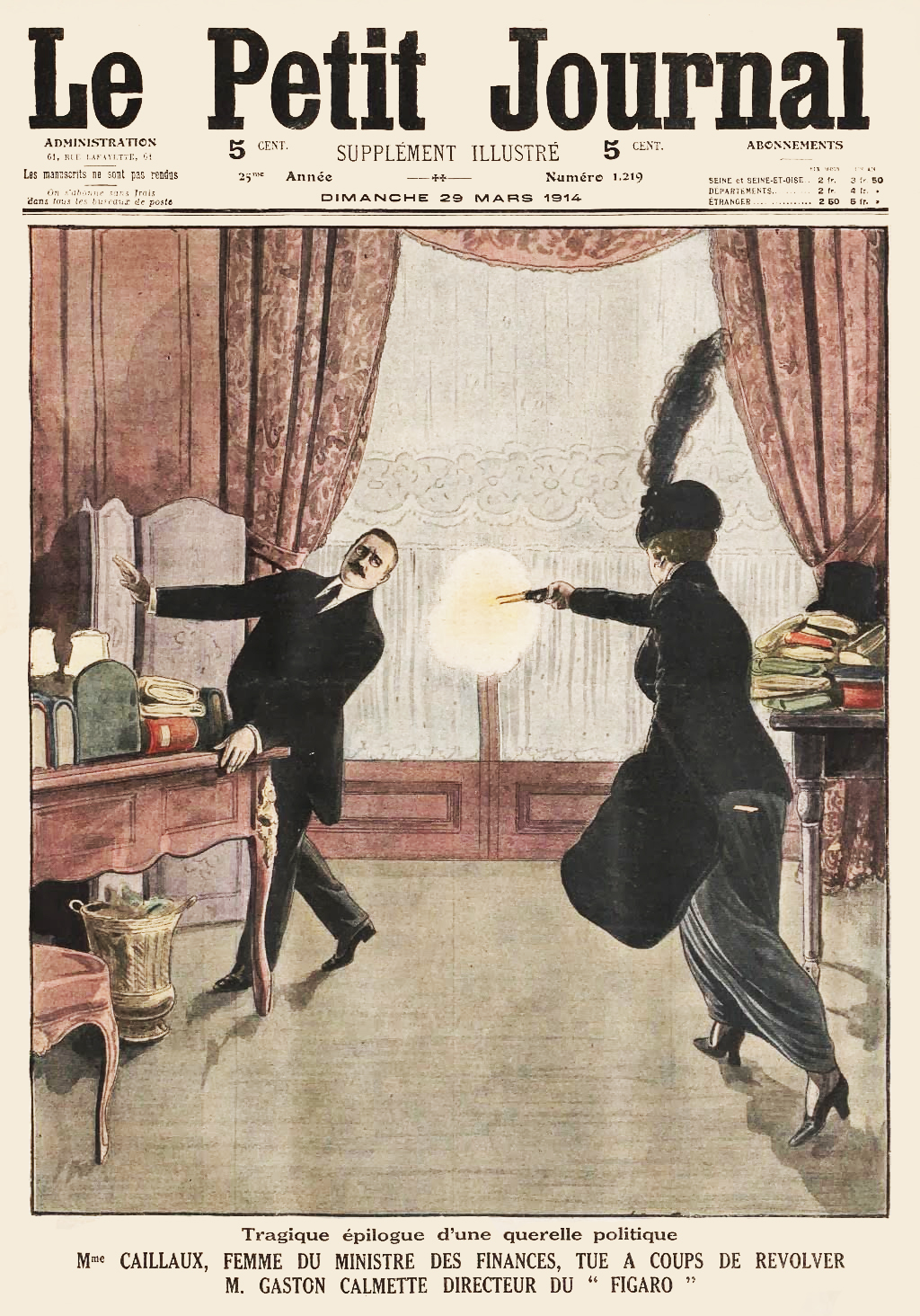
Couverture du Petit Journal du 29 mars 1914 illustrant l'assassinat de Gaston Calmette par Henriette Caillaux. Tragique épilogue d'une querelle politique. Mme Caillaux, femme du ministre des Finances, tue à coups de revolver M. Gaston Calmette, directeur du Figaro.

Ainsi,dans  l'après-midi du 16 mars 1914, Henriette Caillaux, décidée à défendre la réputation de son mari, Joseph Caillaux, et la sienne mais épuisée nerveusement après une campagne de presse de trois mois, achète pour 55 francs or chez l'armurier de la bourgeoisie Gastinne Renette un petit Browning M1906, qu'elle utilise pour tuer le directeur du Figaro Gaston Calmette.
De même, ce pistolet de gousset fut utilisé par la Résistance intérieure belge lors de l'attaque du convoi n° 20 du 19 avril 1943. L'arme a été fournie par Richard Altenhoff, responsable de l'armement du Groupe G, rencontré par l'entremise de Hertz Jospa et qui devait être le « quatrième homme », mais qui finalement ne prend pas part à l'attaque,.

## Bibliograhie
- R. CARANTA, Le pistolet de poche moderne (1878-2003), Crépin Leblond, 2004
- Raymond CARANTA, L'Aristocratie du Pistolet, Crépin-Leblond, 1997
- Jean Huon, Les armes de la police françaises, tome 1, Crépin-Leblond, 2014
- Le pistolet FN 1906 expliqué - ebook par Gérard Henrotin (Éditions H&L - HLebooks 2009)
- Ars Mechanica, Le grand livre de la FN par Auguste Francotte, Claude Gaier et Robert Karlshausen (Édition Herstal Group, Renaissance du livre 2008)
- R. Caranta, Les Pistolets automatiques étrangers (1900-1950), Crépin-Leblond, 2000
- D. Venner, Les Armes de poing : De 1850 à nos jours, Paris, Éditions Larousse, 1988, 198 p., 31 cm (ISBN 978-2-03-506214-7, BNF 34992343).
- D. Venner, Les Armes qui ont fait l'histoire, t. 1, Montrouge, Crépin-Leblond, coll. « Saga des armes et de l'armement », 1996, 174 p., 23 cm (ISBN 978-2-7030-0148-5, BNF 37021295).
- D. Casanova, Les Pistolets 6.35,  Crépin-Leblond, 2018.